# Мартен Мартенс
Мартен Мартенс (нід. Maarten Martens, нар. 2 липня 1984, Еекло) — бельгійський футболіст, що грав на позиції півзахисника, насамперед за нідерландський АЗ, а також за національну збірну Бельгії. По завершенні ігрової кар'єри — тренер.

## Клубна кар'єра
Народився 2 липня 1984 року в місті Еекло. Вихованець футбольної школи «Андерлехта». Дорослу футбольну кар'єру розпочав 2003 року в основній команді того ж клубу, за яку провів одну гру. 
Настпного року для здобуття ігрової практики був відданий в оренду до нідерландського «Валвейка», а ще за рік, у 2005, уклав із цим клубом повноцінний контракт.
Добре зарекомендувавши себе у першості Нідерландів, 2006 року був запрошений до одного з лідерів місцевого футболу, клубу АЗ. Відіграв за команду з Алкмара наступні вісім сезонів своєї ігрової кар'єри. Більшість часу, проведеного у складі «АЗ», був основним гравцем півзахисту команди і виборов за цей час титули чемпіона Нідерландів, володаря Кубка і Суперкубка країни.
Протягом 2014—2015 років захищав кольори грецького клубу ПАОК, де не заграв, а завершив ігрову кар'єру на батьківщині у команді «Серкль», за яку виступав протягом частини 2015 року.

## Виступи за збірну
Грав за юнацькі збірні Бельгії різних вікорвих категорій, а вже 2003 року провів свої перші ігри за моложіжну збірну країни. Був одним з лідерів бельгійської «молодіжки» протягом чотирьох років. 2007 року був у її складі учасником тогорічного молодіжного чемпіонату Європи, де бельгійці припинили боротьбу лише на стадії півфіналів, що зокрема дозволило здобути право участі у футбольному турнірі Олімпіади-2008. Наступного року був учасником олімпійського турніру.
2007 року дебютував в офіційних матчах у складі національної збірної Бельгії. Протягом чотирьох років провів у її формі 9 матчів.

## Кар'єра тренера
Розпочав тренерську кар'єру невдовзі по завершенні кар'єри гравця, 2016 року, увійшовши до тренерського штабу клубу «Брюгге», де пропрацював з 2016 по 2021 рік як тренер молодіжної команди.
2021 року очолив тренерський штаб команди дублерів нідерландського клубу АЗ.

## Титули і досягнення
- Чемпіон Нідерландів (1):

АЗ: 2008-2009
- Володар Суперкубка Нідерландів (1):

АЗ: 2009
- Володар Кубка Нідерландів (1):

АЗ: 2012-2013